# Walther Funk
Pour les articles homonymes, voir Funk (homonymie).

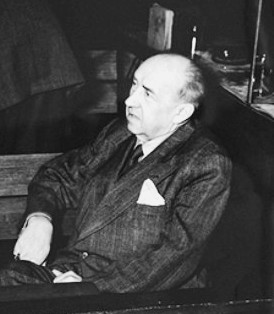
Walther Funk, entre 1945 et 1946.

Walther Emanuel Funk, né le 18 août 1890 à Trakehnen et mort le 31 mai 1960 à Düsseldorf, est un journaliste, homme politique et haut fonctionnaire du Troisième Reich.
Il est secrétaire d’État auprès du ministre de l'Éducation du peuple et de la Propagande (1933-1937), ministre de l'Économie (1938-1945) et président de la Reichsbank (1939-1945).

## Biographie

### Formation
Né à Trakehnen (aujourd'hui Iasnaïa Poliana) en Prusse-Orientale, il fait des études de droit et d'économie à l'université de Berlin puis à celle de Leipzig.
En 1914, au début de la Première Guerre mondiale, il s'engage dans l'infanterie, mais est démobilisé en 1916 pour problèmes de santé. Il travaille alors comme journaliste dans divers journaux avant d'être nommé, en 1922, rédacteur en chef de la Berliner Börsenzeitung, une parution traitant de questions économiques.

### Carrière politique
Démissionnant de ce poste en 1931, il rejoint le NSDAP et est élu député au Reichstag l'année suivante.
Après l'arrivée des nazis au pouvoir, il fut secrétaire d'État au ministère de la Propagande, ministre de l'Économie dans le cabinet d'Adolf Hitler de 1937 à 1945 et président de la Reichsbank à partir de janvier 1939.

### Président de la Reichsbank
Le 3 décembre 1938, il cosigne avec Wilhelm Frick, dans le cadre de la politique d'aryanisation des biens juifs, un décret visant la dépossession des entreprises industrielles, biens et valeurs mobilières détenus par des Juifs allemands.
En 1942, le Reichsführer SS Heinrich Himmler, en possession de quantités d'or de plus en plus importantes, s'accorde avec Funk sur les dépôts que la SS serait à même de faire. Le président de la Reichsbank fait racheter par sa banque l'or dont ont été spoliés les Juifs déportés. Il crée des comptes bancaires sous le faux nom de Max Heiliger.
Au cours de l'hiver 1941-1942, il obtient la croix du Mérite de guerre de deuxième classe avec son collègue August Josef Hagemann.

### Tribunal de Nuremberg
Jugé coupable de crime contre la paix, crime de guerre et crime contre l'humanité, notamment pour avoir accepté dans les coffres de la Reichsbank l'or extorqué par les SS aux déportés, il est condamné à l'emprisonnement à perpétuité lors du procès de Nuremberg. Il est libéré de la prison de Spandau pour raisons de santé en 1957.